# Roinville (Essonne)
Roinville és un municipi francès, situat al departament de l'Essonne i a la regió de Illa de França. L'any 2007 tenia 1.164 habitants.
Forma part del cantó de Dourdan, del districte d'Étampes i de la Comunitat de comunes Le Dourdannais en Hurepoix.

## Demografia

### Població
El 2007 la població de fet de Roinville era de 1.164 persones. Hi havia 363 famílies, de les quals 48 eren unipersonals (20 homes vivint sols i 28 dones vivint soles), 113 parelles sense fills, 170 parelles amb fills i 32 famílies monoparentals amb fills.
La població ha evolucionat segons el següent gràfic:
Habitants censats

### Habitatges
El 2007 hi havia 421 habitatges, 367 eren l'habitatge principal de la família, 43 eren segones residències i 10 estaven desocupats. 396 eren cases i 20 eren apartaments. Dels 367 habitatges principals, 314 estaven ocupats pels seus propietaris, 44 estaven llogats i ocupats pels llogaters i 10 estaven cedits a títol gratuït; 3 tenien una cambra, 14 en tenien dues, 39 en tenien tres, 64 en tenien quatre i 247 en tenien cinc o més. 329 habitatges disposaven pel capbaix d'una plaça de pàrquing. A 124 habitatges hi havia un automòbil i a 224 n'hi havia dos o més.

### Piràmide de població
La piràmide de població per edats i sexe el 2009 era:
| Homes | Edats   | Dones |
| ----- | ------- | ----- |
| 0     | 95 o +  | 0     |
| 8     | 90 a 94 | 4     |
| 0     | 85 a 89 | 8     |
| 0     | 80 a 84 | 0     |
| 8     | 75 a 79 | 8     |
| 8     | 70 a 74 | 12    |
| 16    | 65 a 69 | 12    |
| 20    | 60 a 64 | 12    |
| 8     | 55 a 59 | 20    |
| 44    | 50 a 54 | 16    |
| 52    | 45 a 49 | 44    |
| 32    | 40 a 44 | 56    |
| 40    | 35 a 39 | 48    |
| 24    | 30 a 34 | 24    |
| 16    | 25 a 29 | 12    |
| 8     | 20 a 24 | 8     |
| 48    | 15 a 19 | 52    |
| 40    | 10 a 14 | 40    |
| 28    | 5 a 9   | 36    |
| 32    | 0 a 4   | 16    |

## Economia
El 2007 la població en edat de treballar era de 730 persones, 537 eren actives i 193 eren inactives. De les 537 persones actives 498 estaven ocupades (273 homes i 225 dones) i 39 estaven aturades (14 homes i 25 dones). De les 193 persones inactives 34 estaven jubilades, 101 estaven estudiant i 58 estaven classificades com a «altres inactius».

### Ingressos
El 2009 a Roinville hi havia 390 unitats fiscals que integraven 1.177,5 persones, la mediana anual d'ingressos fiscals per persona era de 24.675 €.

### Activitats econòmiques
Dels 57 establiments que hi havia el 2007, 1 era d'una empresa extractiva, 1 d'una empresa alimentària, 1 d'una empresa de fabricació d'altres productes industrials, 16 d'empreses de construcció, 9 d'empreses de comerç i reparació d'automòbils, 5 d'empreses de transport, 3 d'empreses d'hostatgeria i restauració, 2 d'empreses financeres, 3 d'empreses immobiliàries, 11 d'empreses de serveis, 1 d'una entitat de l'administració pública i 4 d'empreses classificades com a «altres activitats de serveis».
Dels 15 establiments de servei als particulars que hi havia el 2009, 3 eren tallers de reparació d'automòbils i de material agrícola, 1 paleta, 2 guixaires pintors, 3 fusteries, 2 empreses de construcció, 1 perruqueria, 2 restaurants i 1 agència immobiliària.
Dels 3 establiments comercials que hi havia el 2009, 1 era un hipermercat, 1 una botiga de menys de 120 m² i 1 una botiga de mobles.
L'any 2000 a Roinville hi havia 8 explotacions agrícoles que ocupaven un total de 685 hectàrees.

## Equipaments sanitaris i escolars
El 2009 hi havia una escola elemental.

## Poblacions més properes
El següent diagrama mostra les poblacions més properes.